# Pilosocereus alensis
Pilosocereus alensis là một loài thực vật có hoa trong họ Cactaceae. Loài này được (F.A.C. Weber) Byles & G.D. Rowley miêu tả khoa học đầu tiên năm 1957.